# Xinhua (köpinghuvudort i Kina, Heilongjiang Sheng, lat 47,11, long 130,30)
Xinhua (kinesiska: 新华, 新华镇) är en köpinghuvudort i Kina. Den ligger i provinsen Heilongjiang, i den nordöstra delen av landet, omkring 320 kilometer nordost om provinshuvudstaden Harbin. Antalet invånare är 18 791. Befolkningen består av 9 004 kvinnor och 9 787 män. Barn under 15 år utgör 11,0 %, vuxna 15-64 år 78 %, och äldre över 65 år 9,0 %.
Runt Xinhua är det ganska glesbefolkat, med 48 invånare per kvadratkilometer. Närmaste större samhälle är Heli, 6,5 km söder om Xinhua. Trakten runt Xinhua består till största delen av jordbruksmark.
Genomsnittlig årsnederbörd är 907 millimeter. Den regnigaste månaden är juli, med i genomsnitt 212 mm nederbörd, och den torraste är januari, med 11 mm nederbörd.